# 中华水芹
中华水芹（学名：Oenanthe sinensis）是伞形科水芹属的植物。分布于中国大陆的湖南、江苏、湖北、江西、浙江等地，见于水田沼地及山坡路旁湿地，目前尚未由人工引种栽培。
其种加词“sinensis”意为“中华的”。
现接受名为线叶水芹（Oenanthe linearis Wall., 1830）。